# Bergzuurzak
De bergzuurzak (Annona montana) of bergannona is een tot 15 m hoge groenblijvende boom met een brede kroon. De plant heeft afwisselend geplaatste bladeren, die leerachtig en van boven glanzend zijn en een gave rand hebben. De tot 25,6 × 8,5 cm grote bladeren zijn breed-lancetvormig en stomp puntig.
De geelgroene bloemen groeien solitair of in paren aan de stam en aan dikke takken. De bergzuurzak is een eivormige, tot 18 × 14 cm grote verzamelvrucht. De schil is zilver-groen met een ruitjespatroon. De ruitjes lijken op schubben en dragen een 2 mm lange stekel. Het vruchtvlees is rijp lichtgeel, zacht-vezelig, zeer sappig en smaakt zuur of zoetzuur en bitter. De vrucht bevat vele tot 2,4 cm grote zaden.
Het vruchtvlees wordt net als bij de zuurzak (Annona muricata) voor frisdranken gebruikt, maar geldt als minder lekker.
De bergzuurzak komt oorspronkelijk van de Caraïben. Hij wordt ook in de rest van tropisch Amerika gekweekt tot hoogtes van 1000 m. Zelden treft men de bergzuurzak aan in Afrika en Azië.
... · 
A. ×atemoya (Atemoya) · 
A. cherimola (Cherimoya) · 
A. montana (Bergzuurzak) · 
A. muricata (Zuurzak) · 
A. purpurea (Soncoya) · 
A. squamosa (Zoetzak) · 
A. reticulata (Custardappel) · 
...